# Kalikles
Kalikles (altgriechisch Καλικλές) war ein antiker attischer Töpfer, tätig um die Mitte des 6. Jahrhunderts v. Chr.
Kalikles ist nur von seiner Signatur auf einer fragmentierten Panathenäischen Preisamphore bekannt. Es handelt sich dabei um eine der ältesten attischen Preisamphoren, die um das Jahr 560 v. Chr. datiert wird. Dem Maler der Vase kann stilistisch eine weitere Preisamphore zugewiesen werden.